# Gibson Girl

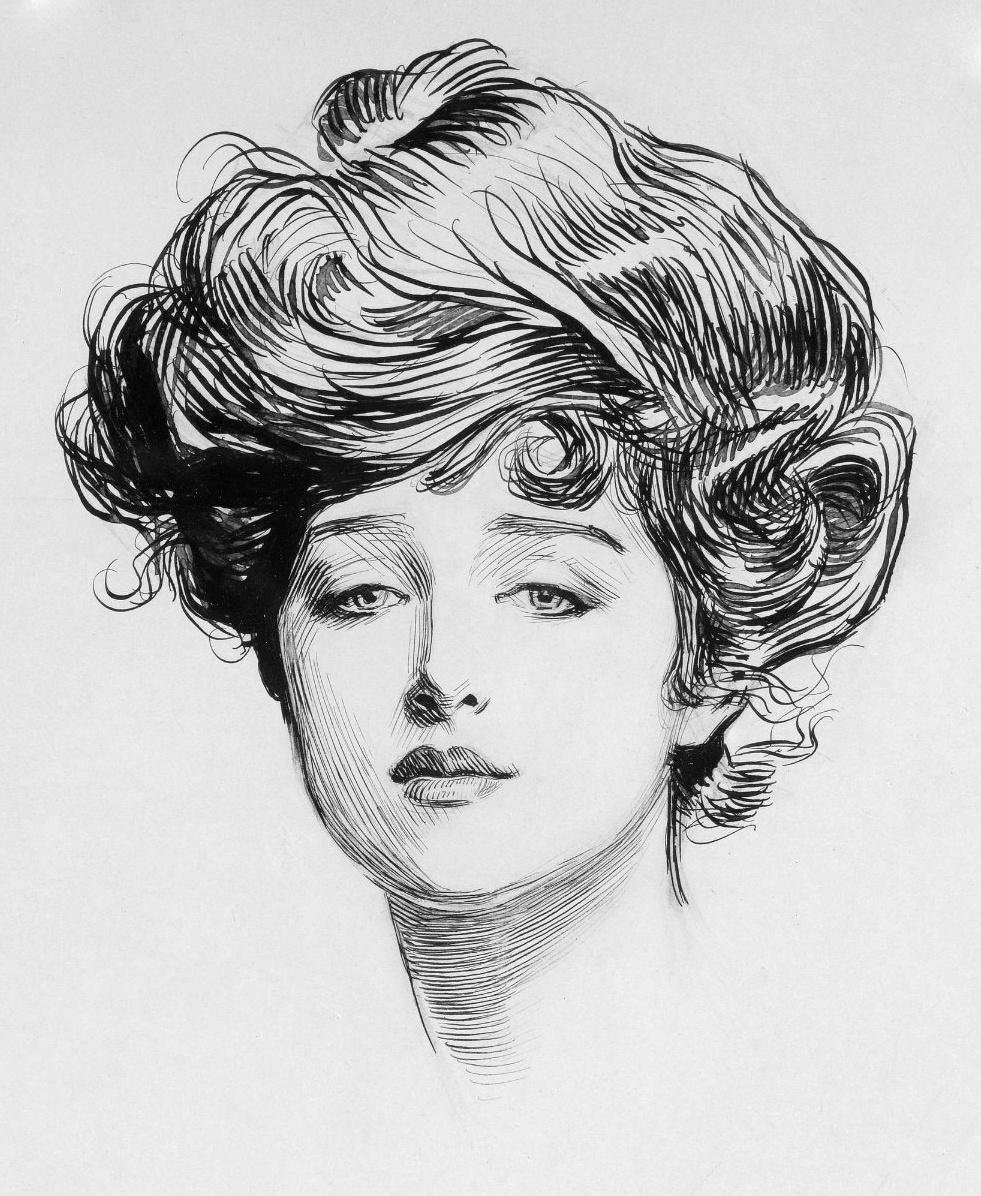
Illustratie van Charles Dana Gibson (rond 1891)

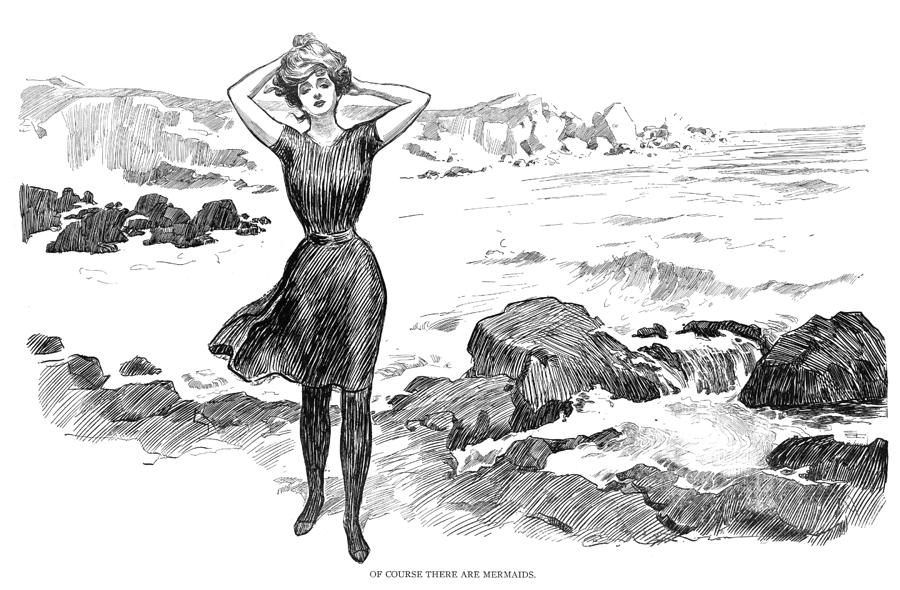
Illustratie van Charles Dana Gibson (1902)

De Gibson Girl was het vrouwelijke ideaalbeeld in de Verenigde Staten, tijdens het laatste decennium van de 19e eeuw en het eerste decennium van de 20e eeuw. Ze werd genoemd naar de Amerikaanse tekenaar Charles Dana Gibson, die het ideaalbeeld mee vorm gaf.
Aan het einde van de 19e eeuw kwam in de Verenigde Staten de New Woman op. Zij was een feministe, een moderne, stedelijke vrouw die een loopbaan ambieerde en voor inspraak en kiesrecht voor vrouwen was. Het ander type van de moderne, stedelijke vrouw was de Gibson Girl. Ze was zelfbewust, maar niet politiek zoals de New Woman. Ze was goed opgeleid en gekleed volgens de laatste mode. Ze had lang, krullend haar dat meestal was opgestoken. Ze was sportief en had duidelijke vrouwelijke vormen. 
De Gibson Girl werd vormgegeven door Charles Dana Gibson op de voorpagina's van de Ladies' Home Journal. Gibson modelleerde zijn ideaalbeeld naar verschillende bestaande vrouwen, waaronder zijn echtgenote Irene Langhorne. Bekende Gibson Girls waren actrices en modellen Camille Clifford en Evelyn Nesbit. Hun portretten verschenen in tijdschriften als Harper's, Scribner's, Collier's en The Century.
De Gibson Girl geraakte uit de mode aan het begin van de Eerste Wereldoorlog. In de jaren 1920 kwam de kort gekapte en kortgerokte Flapper in haar plaats.

## BekendeGibson Girls

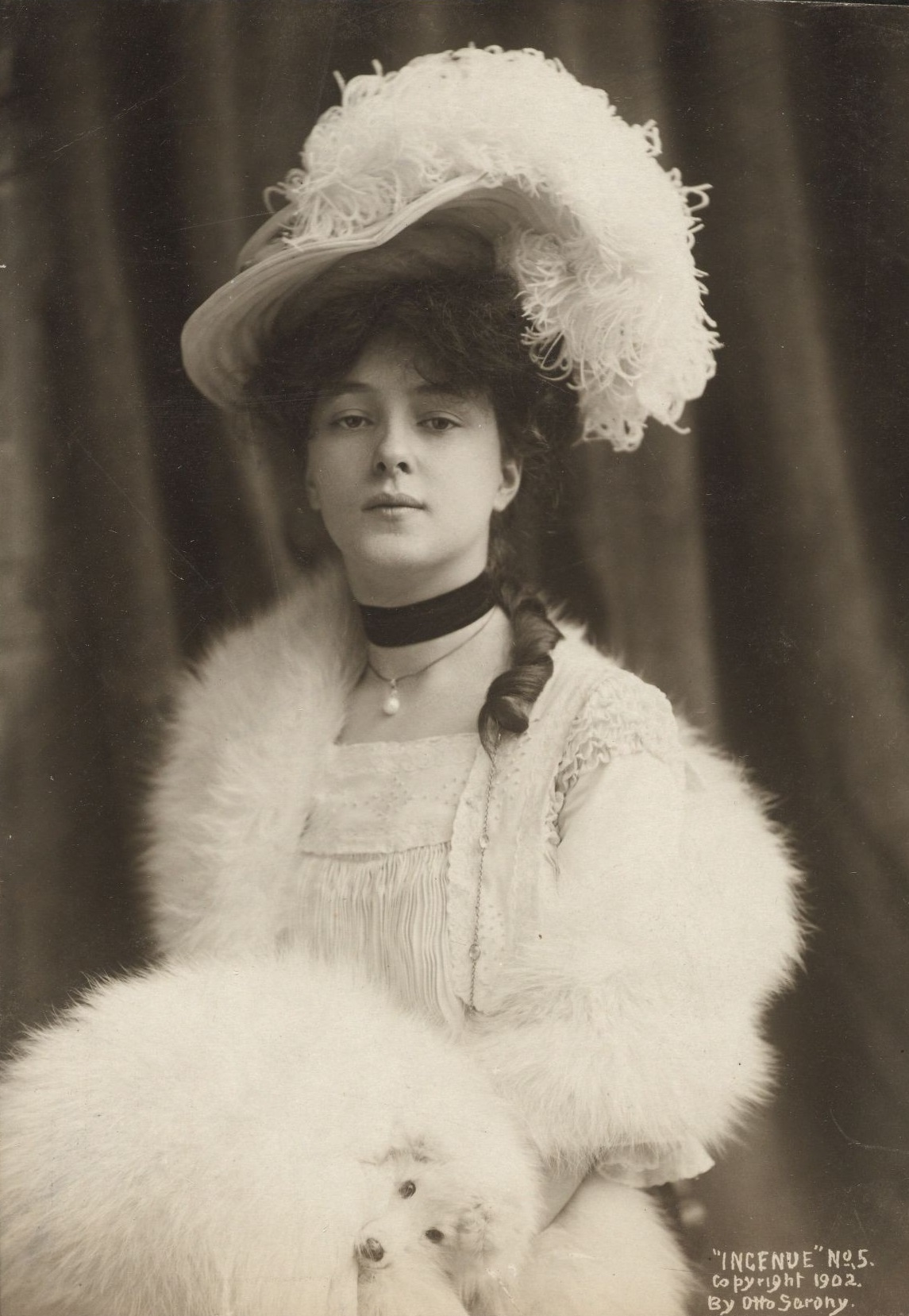
Evelyn Nesbit (foto van Otto Sarony, 1902)
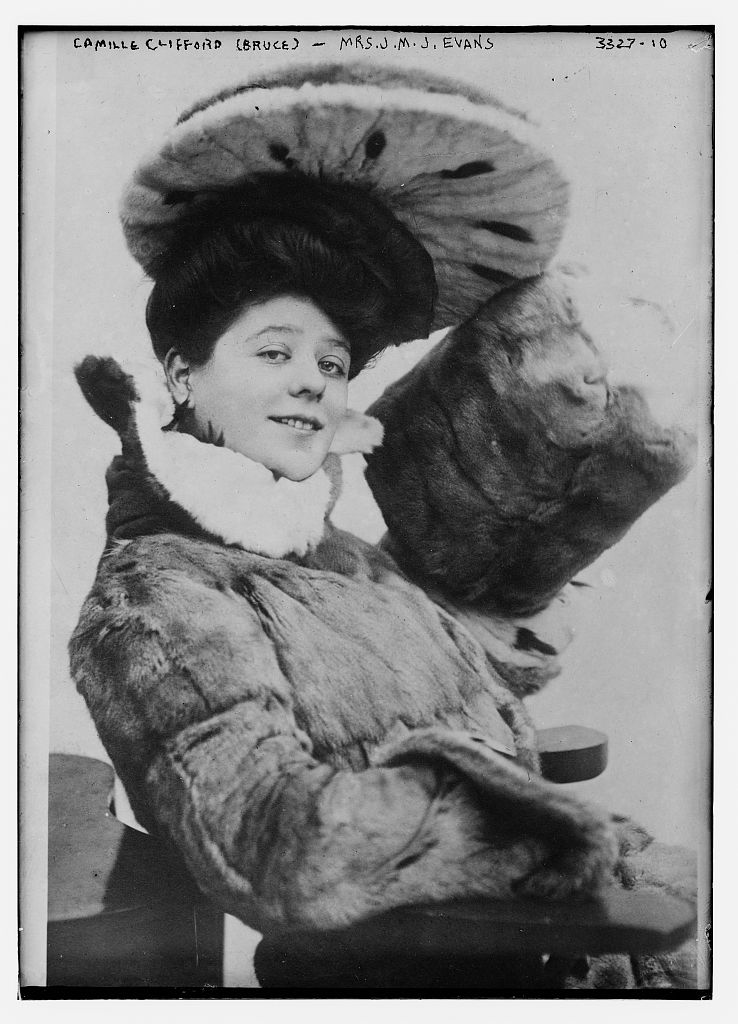
Camille Clifford (na 1910)
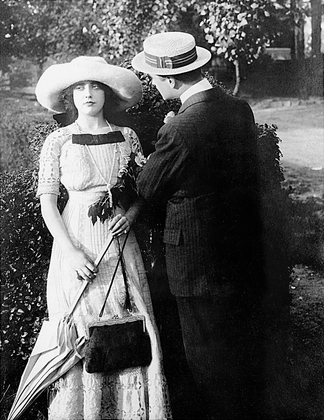
Mabel Normand (1911)